# Antoine Maurin
Pour les articles homonymes, voir Maurin.
Antoine Maurin, né le 19 décembre 1771 à Montpellier dans l'actuel département de l'Hérault et mort le 4 octobre 1830 à Paris, est un lieutenant général français de la Révolution et de l’Empire.

## Biographie

### Du simple chasseur au colonel
Entré au service comme chasseur dans le 20e régiment de chasseurs à cheval le 23 juillet 1792, il fait les campagnes de la même année à l'armée du Nord. Passé à celle de Sambre-et-Meuse, il y sert avec distinction pendant les ans II, III et IV, est nommé adjoint à l'adjudant-général Mireur le 29 germinal an II. Il se fait remarquer au siège de Maestricht et au combat de la Roër où il passe un des premiers la rivière à la nage pour s'élancer dans les retranchements adverses. En l'an III, il commande trois compagnies de grenadiers de l'avant-garde et contribue par son courage à la prise de cette ville et à celle de 800 Autrichiens. Sous-lieutenant au 20e de chasseurs à cheval par décret de la Convention nationale en date du 27 fructidor an III, il commande une des quatre compagnies de grenadiers qui passent le Rhin dans les barques, à Bendorff, pendant la nuit du 11 au 12 messidor an IV, pour aller couper la retraite à un corps de troupes de 4 000 Autrichiens qui campaient dans la plaine de Neuwied. Ces compagnies, après avoir fait 200 prisonniers, pris une redoute armée de plusieurs pièces et enlevé les bagages du général ennemi, soutiennent dans Bendorff les efforts de ces 4 000 hommes pendant plus de quatre heures et jusqu'à ce qu'un pont établi sur le Rhin permette de venir à leur secours.
Il se distingue de nouveau à l'attaque de Limbourg sur la Lahn et est nommé lieutenant sur le champ de bataille par le général en chef Jourdan. Le 11 vendémiaire an V, à la bataille de Biberach, il reçoit un coup de sabre à l'épaule et passe ensuite à l'armée d'Italie avec laquelle il fait la campagne de l'an V. Le 29 ventôse, à la prise de Gradisca, il passe un des premiers l'Isonzo sous le feu de l'ennemi pour aller avec les grenadiers former l'investissement de cette place, et obtient le grade de capitaine qui lui est donné sur le champ de bataille par le général en chef Napoléon Bonaparte. Le 15 germinal il passe auprès du général Bernadotte qui l'a choisi pour aide de camp. Il sert en cette qualité depuis cette époque jusqu'à l'an X, aux armées d'observation sur le Rhin et de l'Ouest, est nommé chef d'escadron par arrêté du Directoire et devient adjudant-général le 3 thermidor suivant. Le 4 floréal an X, le premier Consul le nomme chef de brigade du 24e régiment de chasseurs à cheval. De l'an X à l'an XIII, il est employé dans la 11e division militaire et créé membre de la Légion d'honneur le 19 frimaire an XII et officier de l'Ordre le 25 prairial suivant.

### Général de l'Empire
Il fait les guerres de 1805, 1806 et une partie de celle de 1807 en Italie et à la Grande Armée. Il est promu général de brigade le 25 juin 1807. Appelé au commandement d'une brigade de cavalerie au corps d'observation de la Gironde sous les ordres du général Junot, il entre au Portugal le 15 septembre suivant. Fait baron de l'Empire le 17 mars 1808, il est au lit, malade, lors de la prise de Faro par les insurgés portugais. Les Anglais le font transporter à bord de leur flotte et il reste prisonnier jusqu'au 4 septembre 1812, époque de sa rentrée en France. Mis en disponibilité et destiné à servir à la Grande Armée le 11 février 1813, il est employé à la 4e division du 2e corps de cavalerie de la Grande Armée le 1er mars, passe à la 2e division du même corps le 15 avril et revient à la 4e division le 31 mai suivant.
Créé commandant de la Légion d'honneur le 28 septembre, il est mis en disponibilité le 15 décembre et est de nouveau employé au 2e corps de cavalerie le 30 du même mois. Attaché aux divisions de cavalerie à Versailles le 6 janvier 1814, il fait la campagne de France et est promu au grade de général de division le 19 février suivant. Le même jour l'Empereur lui confie le commandement de la 2e division de cavalerie légère du 2e corps de cavalerie et c'est à la tête de ces troupes qu'il termine la campagne de 1814.
Après la rentrée des Bourbons, il est nommé commissaire du roi pour la rentrée des prisonniers de guerre, reçoit la croix de chevalier de Saint-Louis et est mis en non-activité le 1er janvier 1815 puis nommé par le gouvernement royal chef d'état-major du 2e corps de l'armée commandée par le duc de Berry le 19 mars 1815. L'Empereur, en rentrant dans sa capitale, lui confie par décret du 31 du même mois le commandement d'une division de cavalerie au 4e corps d'observation devenu 4e corps de l'armée du Nord. C'est à la tête de ces troupes qu'il fait la campagne des Cent-Jours en Belgique et qu'il est blessé d'un coup de feu qui lui traverse la poitrine au-dessus du sein gauche, le 16 juin au soir, à la bataille de Ligny.

### Au service du roi

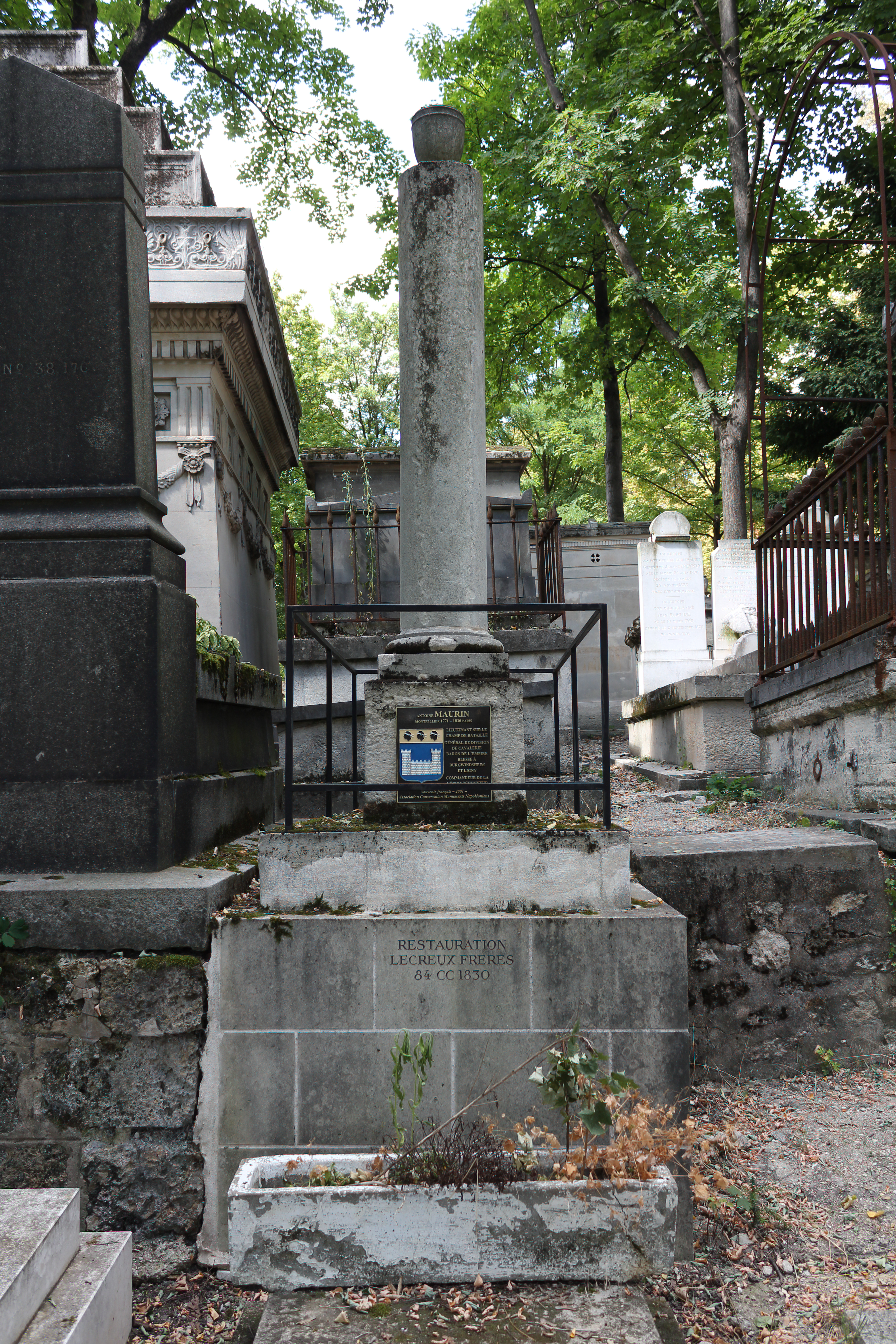
Tombe au cimetière du Père-Lachaise.

Mis en non-activité au mois de septembre suivant, il est compris comme disponible dans le cadre de l'état-major général de l'armée le 30 décembre 1818. Louis XVIII lui confie le commandement de la 15e division militaire le 20 janvier 1819. Disponible le 30 mai 1820, il est admis à la retraite le 1er janvier 1823 et se trouve encore dans cette position lorsque la Révolution de Juillet éclate. Le général Maurin offrit ses services et est employé pendant quelques jours au ministère de la Guerre. C'est par lui que sont signées les dépêches télégraphiques qui apportent l'ordre aux officiers généraux commandant les divisions militaires d'arborer les trois couleurs. Chargé provisoirement du commandement de la 1re division militaire, il est confirmé dans ce commandement le 18 septembre 1830 par le nouveau gouvernement. Remplacé le 25 du même mois, par le général Pajol, le général Maurin meurt le 4 octobre suivant. Il est inhumé au cimetière du Père-Lachaise (28e division). Son nom est inscrit sur le côté Ouest de l'arc de triomphe de l'Étoile.

## Sources
- « Antoine Maurin », dans Charles Mullié, Biographie des célébrités militaires des armées de terre et de mer de 1789 à 1850, 1852 [détail de l’édition]